# Josia vittula
Josia vittula är en fjärilsart som beskrevs av Jacob Hübner 1823. Josia vittula ingår i släktet Josia och familjen tandspinnare. Inga underarter finns listade i Catalogue of Life.